# 676 Melitta
676 Melitta је астероид главног астероидног појаса. Приближан пречник астероида је 79,99 ,
а средња удаљеност астероида од Сунца износи 3,060 астрономских јединица (АЈ).
Инклинација (нагиб) орбите у односу на раван еклиптике је 12,865 степени, а орбитални период износи 1955,693 дана (5,354 година). Ексцентрицитет орбите астероида износи 0,125.
Апсолутна магнитуда астероида износи 9,30 а геометријски албедо 0,052.
Астероид је откривен 16. јануара 1909. године.